# Mexican Radio
Mexican Radio è stata una hit del gruppo Wall of Voodoo estratta dall'album Call of the West, registrata subito prima che Stan Ridgway decidesse di sciogliere il gruppo per intraprendere la carriera solista.

## Cover
Versioni della canzone sono state interpretate da vari artisti, fra cui Celtic Frost, Gruppo Sportivo, Kinky e Authority Zero